# Nissan GT-R
Cet article concerne la dernière Nissan GT-R. Pour les anciennes Nissan Skyline GT-R, voir Nissan Skyline GT-R.
Pour les articles homonymes, voir GTR.
La Nissan GT-R (Gran Turismo–Racing; code modèle : R35; japonais : 日産・GT-R; Nissan GT-R) est une voiture construite par la marque japonaise Nissan depuis 2007. Elle a une configuration de sièges 2+2 et est considérée à la fois comme une voiture de sport et une voiture de grand tourisme. Le moteur est monté à l'avant et entraîne les quatre roues. Elle succède à la Nissan Skyline GT-R, une variante hautes performances de la Nissan Skyline. Bien que ce modèle soit la sixième génération à porter le nom de GT-R, elle ne fait plus partie de la gamme Skyline. La voiture est construite sur la plateforme PM, dérivée de la plateforme FM utilisée pour les modèles Skyline et Nissan Z. La production est réalisée sur une ligne de production partagée dans l'usine Nissan de Tochigi au Japon.
Conformément à l'intention de Nissan de créer une voiture de sport de classe mondiale, la marque GT-R a été relancée dans le cadre du Nissan Revival Plan. Le développement global a commencé en 2000, après sept années de développement et de tests, y compris l'introduction de deux modèles conceptuels en 2001 et 2005. La version de production de la GT-R a été dévoilée au salon automobile de Tokyo 2007. La GT-R est une toute nouvelle voiture construite sur la plateforme PM et dotée de concepts et de technologies innovants, tels qu'une aérodynamique avancée, le moteur VR38DETT, un système de suspension active et le système de transmission intégrale ATTESA E-TS Pro, ce qui en fait le tout premier véhicule à transmission intégrale à boîte-pont indépendante montée à l'arrière. C'est l'une des premières voitures de série à être dotée d'un launch control et d'une transmission à double embrayage. La carrosserie globale est en acier, en aluminium et en fibre de carbone. En 2009, elle a établi un record d'accélération pour les voitures de série 5 places
La GT-R est proposée dans le monde entier, contrairement à ses prédécesseurs qui étaient vendus sur un nombre limité de marchés. Elle a reçu divers liftings et mises à jour pour être à la hauteur de la concurrence, et plusieurs éditions spéciales ont également été proposées au cours de sa longue période de production. La voiture est utilisée dans le sport automobile, remportant notamment des championnats du Championnat du monde FIA GT1, Super GT et dans diverses séries de courses GT3, dont le GT World Challenge. Elle est également bien accueillie par les passionnés et les publications automobiles, le magazine automobile britannique Top Gear l'ayant qualifiée de « l'une des voitures les plus incroyables de tous types jamais construites », en raison de ses performances exceptionnelles et de son côté pratique à un prix abordable. Étant l'une des voitures de série les plus rapides, elle a remporté de nombreuses distinctions notables telles que la World Performance Car of The Year, entre autres.
Elle disparaît du marché français en mars 2022, ce type de véhicule surpuissant n'étant plus en phase avec les nouvelles réglementations. Sur les autres marchés européens, y compris au Royaume-Uni, les ventes ont également été suspendues en raison de nouvelles réglementations sur le bruit. Les ventes sur le marché australien ont été interrompues en raison de nouvelles réglementations sur les impacts latéraux. Actuellement, la voiture est principalement disponible en Amérique du Nord, au Japon et sur certains marchés.

## Caractéristiques techniques

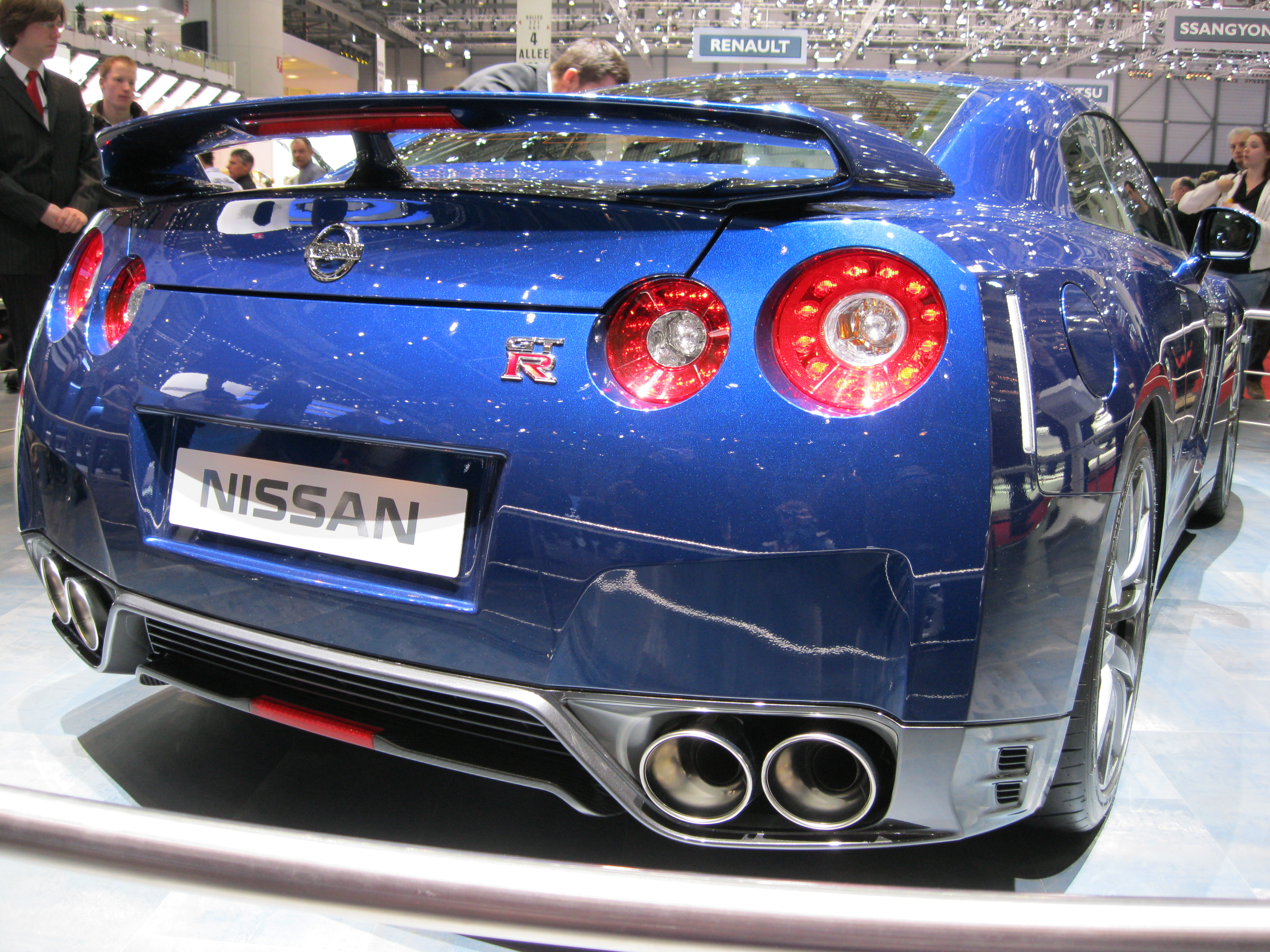
Une Nissan GT-R exposée lors du salon de Genève en 2011.

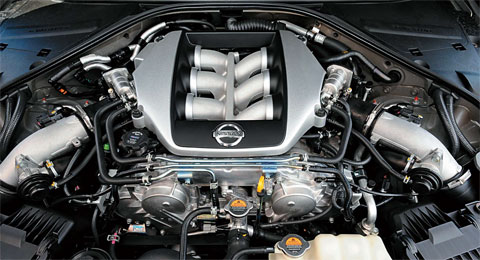
Moteur de la GT-R.

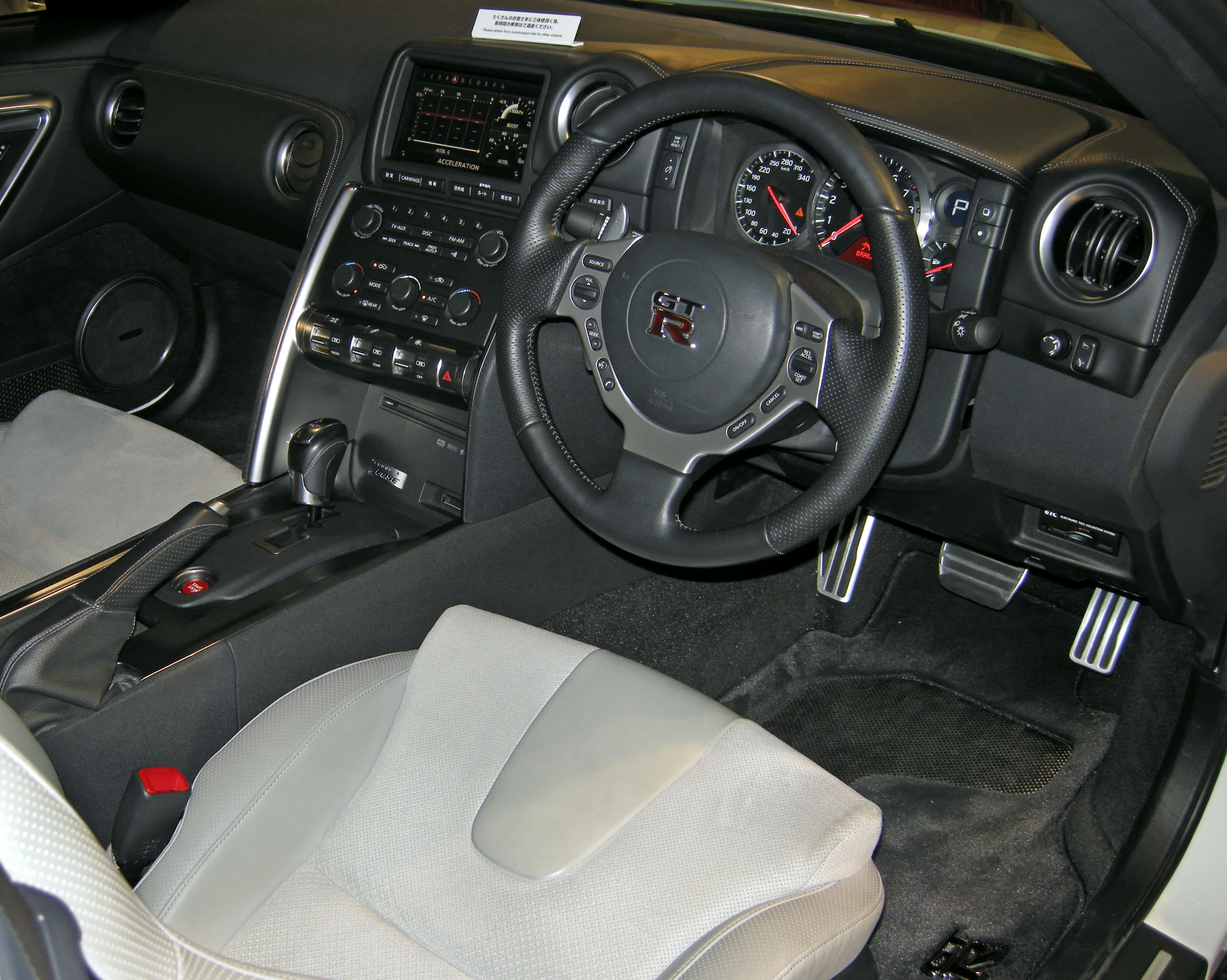
Poste de conduite.

### Motorisation
La GT-R est propulsée par un V6 de 3,8 litres bi-turbo, entièrement assemblé à la main et développant une puissance de 485 ch à 6 400 tr/min et un couple de 587 N m, disponible entre 3 200 et 5 200 tr/min. On notera toutefois que la puissance annoncée est sous-évaluée par-rapport à la puissance réellement délivrée par le moteur. Le magazine Sport Auto a ainsi testé sur banc de puissance deux Nissan GT-R : la première a délivré 525 ch[réf. nécessaire] et la seconde, 518. Dans les deux cas, le surplus de puissance excède donc les normes d'homologation européennes, qui prévoient une variation de plus ou moins 5 % maximum.
La GT-R est équipée d'une boîte de vitesses robotisée à double embrayage à six rapports, spécialement développée pour elle, et d'une transmission intégrale à répartition variable. Appelée ATTESA ET-S, cette dernière se comporte comme une propulsion en temps normal mais offre la possibilité d'envoyer du couple vers les roues avant en cas de perte d'adhérence. L'amortissement est assuré par des amortisseurs Bilstein réglables sur trois positions.
En 2013, le constructeur japonais annonce une nouvelle version nommée GT-R Nismo qui accélère de 0 à 100 km/h en 2,6 s, s'approchant des performances d'une Bugatti Veyron Super Sport pourtant dotée d'un moteur W16 de 7 993 cm3 de cylindrée et équipé de quatre turbos.

### Performances
Grâce au système dit « Launch Control », l'accélération annoncée est de 3,3 s pour le 0 à 100 km/h, performance qui a valu à la GT-R d'entrer dans le livre Guinness des records en tant que voiture « quatre places de production la plus rapide du monde sur le 0 à 100 km/h ». Le 400 mètres départ arrêté est mesuré en 12,1 s et le 1 000 mètres départ arrêté en 21,8 s, des performances équivalentes à celles d'une Ferrari F40. La vitesse de pointe atteint 315 km/h, ce qui en fait l'une des voitures à quatre places de série les plus rapides du monde.
La Porsche 911 Turbo type 997 est précisément la concurrente visée par la GT-R, deux fois moins coûteuse. La GT-R a d'ailleurs amélioré le temps de l'allemande d'un peu plus de 11 s sur la Nordschleife.
En 2011, Nissan propose une nouvelle version de la GT-R. Les évolutions esthétiques sont discrètes, avec entre-autres des feux de jour à LED. Par-contre, les performances annoncées progressent, avec une vitesse maximale de 315 km/h ainsi que le 0 à 100 km/h abattu en 3,2 s. Tout cela est rendu possible grâce aux améliorations apportées au moteur, qui revendique à-présent une puissance de 530 ch, un Cx abaissé à 0,26 au lieu de 0,27 et des suspensions retravaillées.
La version 2012 de la Nissan GT-R, dont la puissance annoncée est portée à 550 ch pour un couple de 632 N m, est créditée d'un temps de 2,8 s pour l'exercice du 0 à 100 km/h, avec le mode launch-control. La version 2013 reste à 550 ch, mais réalise le 0 à 100 km/h en 2,7 s. Le magazine français Motorsport n'a cependant pu réaliser qu'un temps de 3,3 s, qui la place toutefois parmi les meilleures sprinteuses de la planète.
La version 2016 se caractérise par une entrée d'air élargie, un nouveau capot moteur, des boucliers et bas de caisses redessinés, une nouvelle calandre en « V », de nouveaux phares reliés par une bande translucide à LED, des feux arrière à diodes et un nouveau moteur V6 de 570 ch et 637 N m de couple de 3 600 à 5 800 tr/min, ainsi qu'un échappement en titane avec valves actives. Elle coûte 99 911 € (prix 2016).

## Finitions
- Premium Edition
- Black Edition
- Gentleman Edition
- Track Edition
- Nismo Edition

### Séries spéciales
- BRM Edition

## Versions

### Nismo

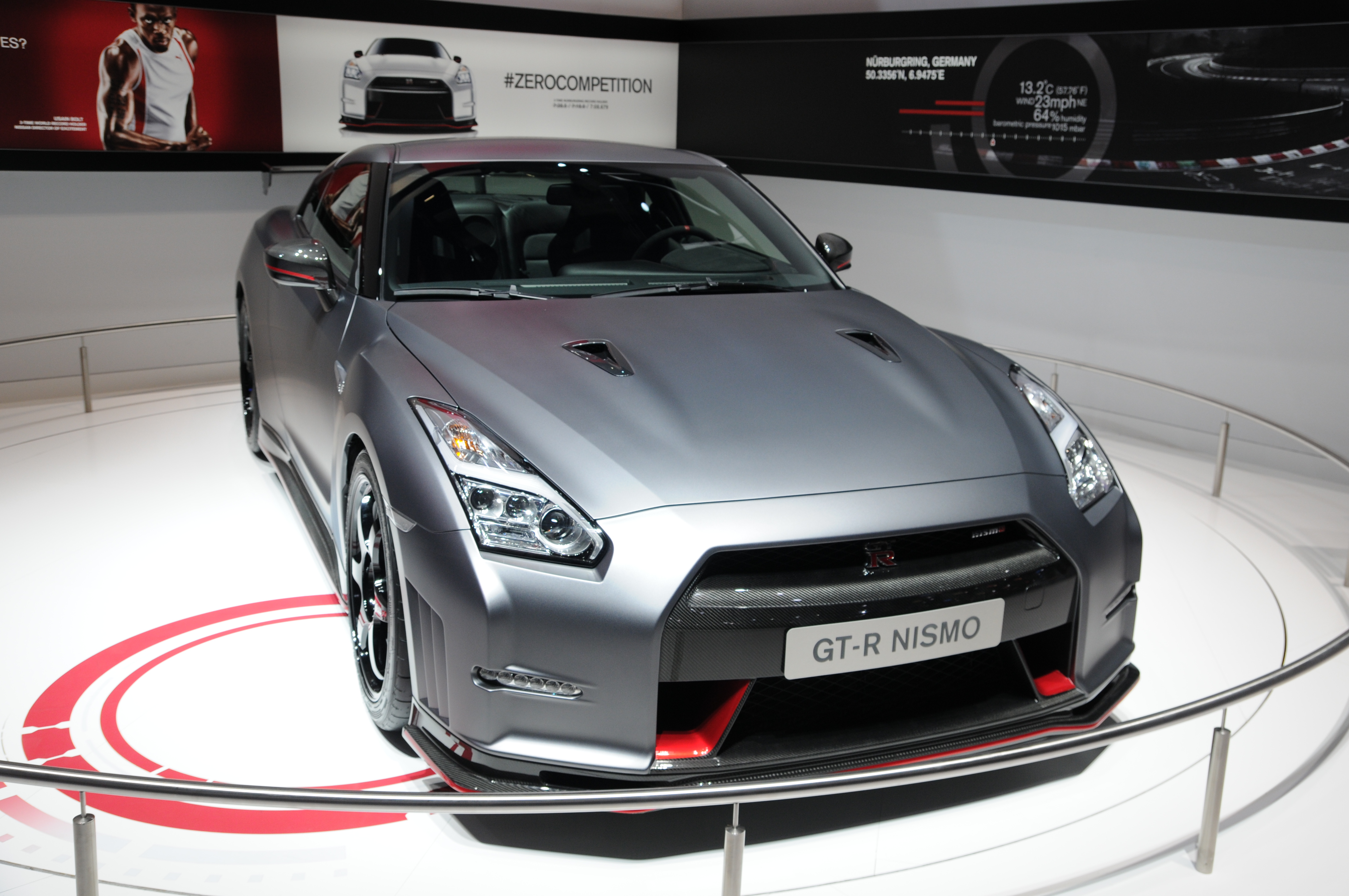
Nissan GT-R Nismo.

C'est en 2013 que les premières rumeurs sur une préparation de la GT-R circulent. Nissan et Nismo annoncent alors une version survitaminée de la Nissan GT-R. En février 2014, La Nissan GT-R Nismo devrait être disponible au Japon et courant 2014 pour le reste du monde,.
Nismo a retravaillé différents aspects de la GT-R. Pour l'extérieur, la GT-R est dotée d'un nouvel aileron arrière qui lui permet d'augmenter l'appui d'une centaine de kilos à 300 km/h. Le diffuseur et l'échappement sont complètement repensés. Le bouclier avant est modifié, peint en rouge avec différents inserts en carbone. À l'intérieur, la GT-R adopte des sièges baquet Recaro en carbone.
C'est au niveau du moteur que les modifications sont les plus importantes. Le V6 développant habituellement 550 ch voit sa puissance passer à 600 ch et son couple à 652 N m. Les ressorts et amortisseurs Bilstein ont été développés pour l'occasion et trois modes sont maintenant disponibles : « confort », « normal » et « R » (Racing). Elle coûte 150 000 € (prix 2015).
En 2017, la GT-R Nismo évolue en douceur. Plusieurs aspects techniques sont revus pour améliorer la performance et on notera surtout l'apparition d'un nouveau bouclier tout en carbone.
La version Nismo est une nouvelle fois légèrement retouchée à l'occasion du salon de l'automobile de New York 2019. Elle reçoit de nouveaux éléments en carbone, des ouïes sur les passages de roues avant, des jantes RAYS de 20 pouces, des freins en carbone-céramique et une ligne d'échappement en titane. Le tarif est de 210 000 € en 2020 sur le marché français.

### 50th Anniversary Edition
À l'occasion du 50e anniversaire de la première Nissan GT-R, le constructeur japonais présente la série spéciale « 50th Anniversary Edition » au salon de New York 2019.

### GT-R50 by ItalDesign
En 2018, Nissan et Italdesign collaborent pour créer un concept car sur la base de la GT-R afin de fêter les anniversaires de la marque et de la sportive. Les éléments de carrosserie sont en carbone et cette version de la GT-R possède un moteur V6 3.8 biturbo de 720 ch avec un couple de 780 N m.
La GT-R50 est une série limitée à 50 exemplaires réalisée par le carrossier ItalDesign à partir de la fin 2020 sur la base de la Nissan GT-R R35, et préfigurée par le concept GT-R50 présenté en 2018 pour célébrer les 50 ans de Nissan. Le premier modèle client devait être présenté au salon international de l'automobile de Genève 2020 en mars mais celui-ci a été annulé à cause de l'épidémie de coronavirus COVID-19.
La GT-R50 by ItalDesign est motorisée par le V6 biturbo de 3,8 litres Nismo développant 720 ch et 780 N m de couple. Elle est commercialisée au tarif de 990 000 €.

### GT-R(x)
Imaginé par le doctorant Jaebum "JB" Choi, la GT-R(x) est un prototype a mi-chemin entre la voiture et l'exosquelette. Le véhicule est en forme de "X" et mesure moins de 66 centimètres de hauteur. Pour piloter ce concept-car, le conducteur doit s'allonger à plat ventre dans l'habitacle,.

### GT‑R Premium Edition T‑Spec
La Nissan GT‑R Premium Edition T‑Spec est une ultime version présentée en septembre 2021, destinée au Japon et à l’Amérique du Nord, et limitée à 100 exemplaires.

### GT‑R Track Edition
La GT‑R Track Edition est présentée en même temps que la GT‑R Premium Edition T‑Spec, avant l'arrivée de la nouvelle génération de GT-R.

## Compétition
Nissan étant un constructeur plutôt généraliste, la GT-R sort un peu trop de l'idée qu'on peut se faire de cette marque. Depuis les générations de GT-R antérieures, Nissan développe donc des voitures de course sur la base des GT-R, et la R35 ne déroge pas à la règle. Sur la génération R35, toutes les versions de compétition passent en propulsion seule, abandonnant la transmission intégrale très souvent prohibée en sport automobile.
Palmarès sportif
- Vainqueur en 2011 du Super GT Japonais en catégorie GT-500
- Vainqueur en 2012 du Super GT Japonais en catégorie GT-500
- Vainqueur des Blancpain Endurance Series en 2015
- Vainqueur en 2015 du Super GT Japonais en catégorie GT-500 et 300
- Vainqueur en 2015 des 12 Heures de Bathurst

### Courses GT
Deux versions de GT-R sont apparues en GT.

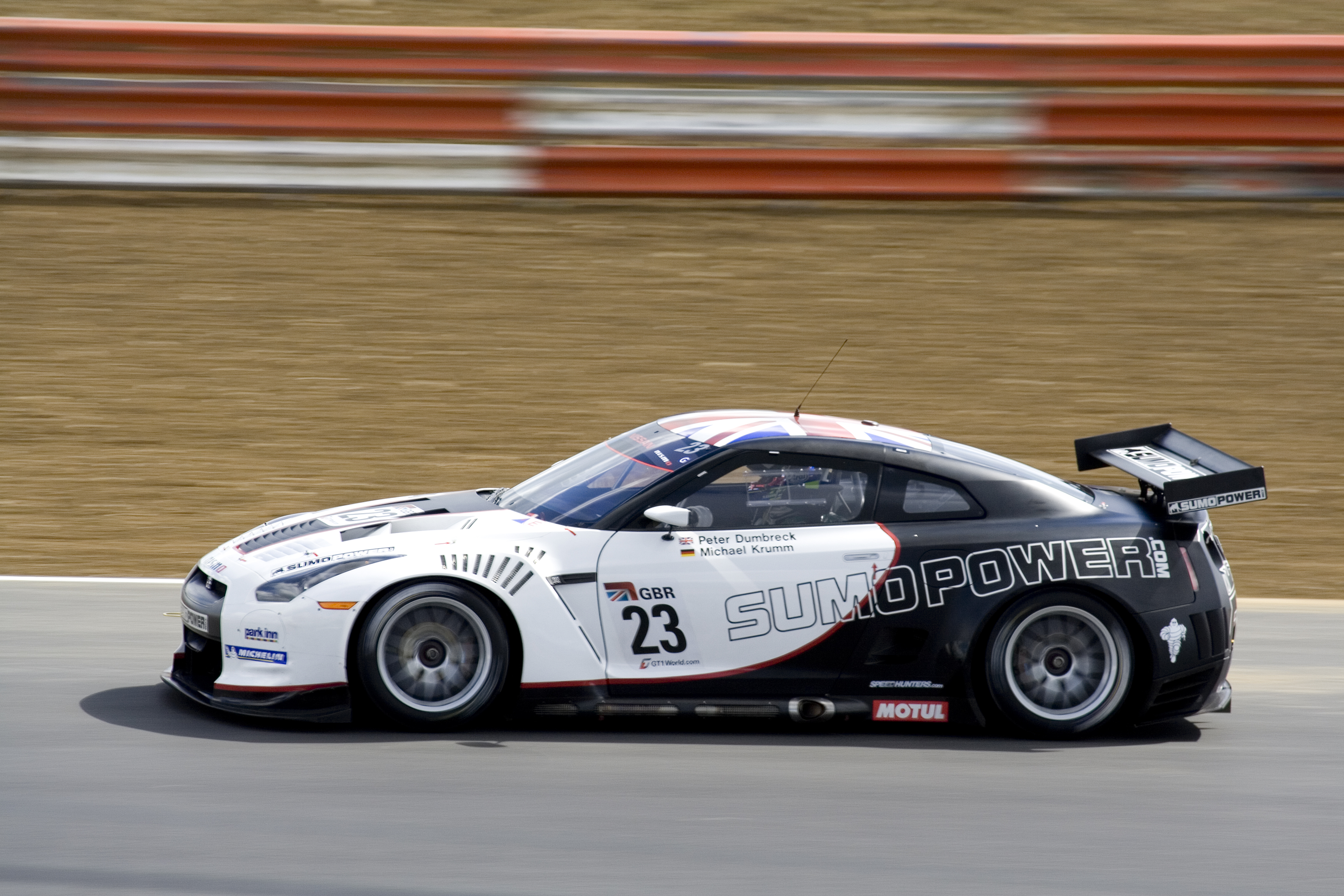
GT-R GT1.

La première était dédiée au Mans, pour rouler dans la catégorie GT1. Apparue en 2009, la Nissan GT-R GT1 participait à ses premières compétitions dans des événements plutôt « libres », afin de parfaire sa préparation pour le Mans. Malheureusement, la catégorie GT1 disparaissait des 24 Heures du Mans, et la Nissan n'avait donc plus de championnat où rouler dans l'état. La GT-R trouvé refuge en championnat du monde FIA GT, où les GT1 étaient acceptées avec quelques modifications. Elle y remporta le championnat en 2011.

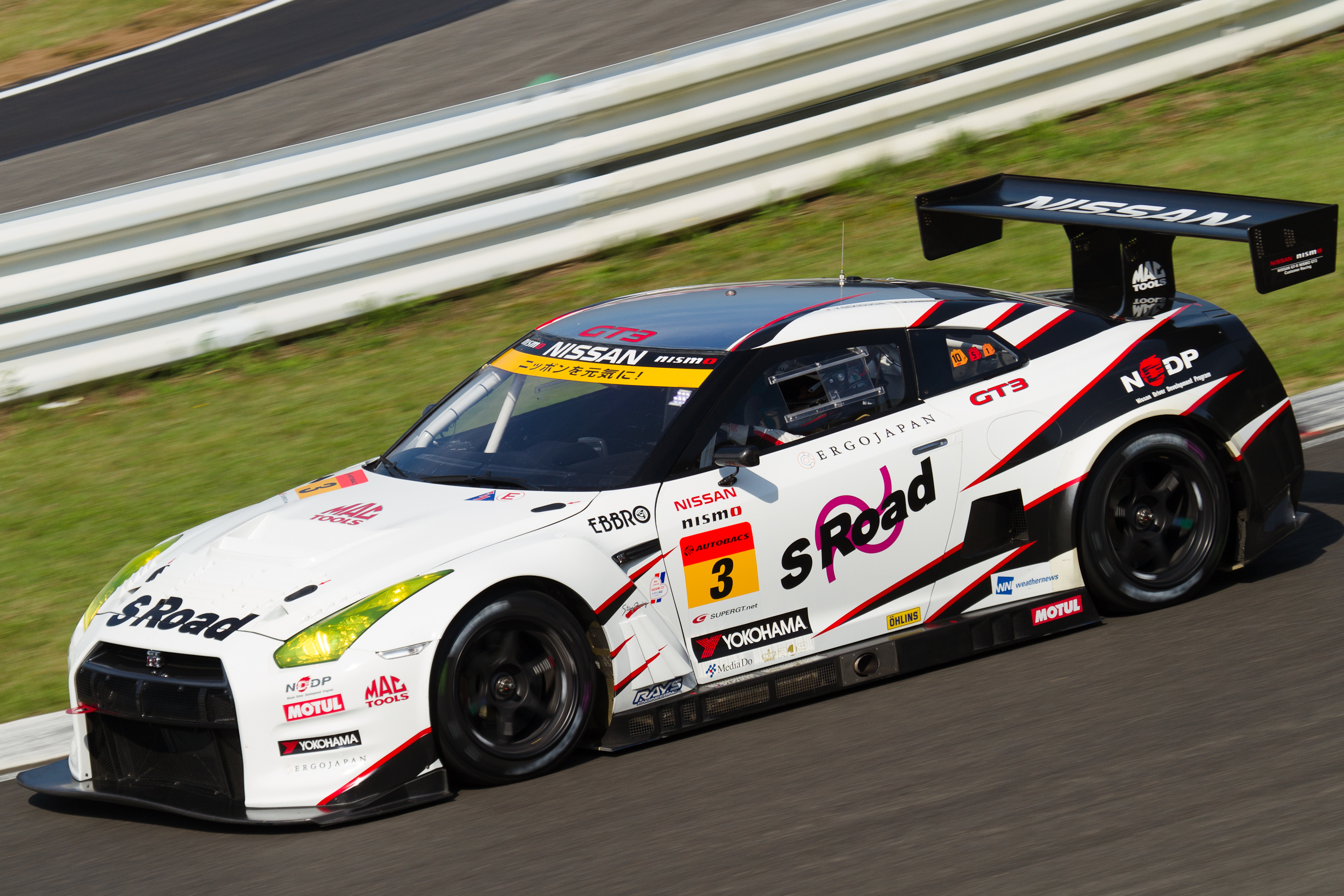
GT-R GT3 à Sugo lors d'un meeting de Super GT en 2012.

La deuxième version apparue en 2012, est dédiée au GT3, catégorie assez libre où les voitures doivent garder quelques caractéristiques de série, où les performances sont équilibrées par une BOP (Balance of Performances). Cette catégorie est plutôt tournée vers les équipes client, et non les usines. Nissan développe donc une nouvelle GT-R GT3, basée sur la GT-R GT1 baptisée R35 GT-R Nismo GT3. En manque de performances et donc de clients en 2012, Nissan, et son équipe de développement JRM, améliorent la GT-R GT3 pour 2013, année où la clientèle revient.

### Super GT

#### GT-R GT500 2008 / 2013
Chronologie des modèles (2008 - 2013)
Nissan 350Z GT500 Nissan GT-R GT500

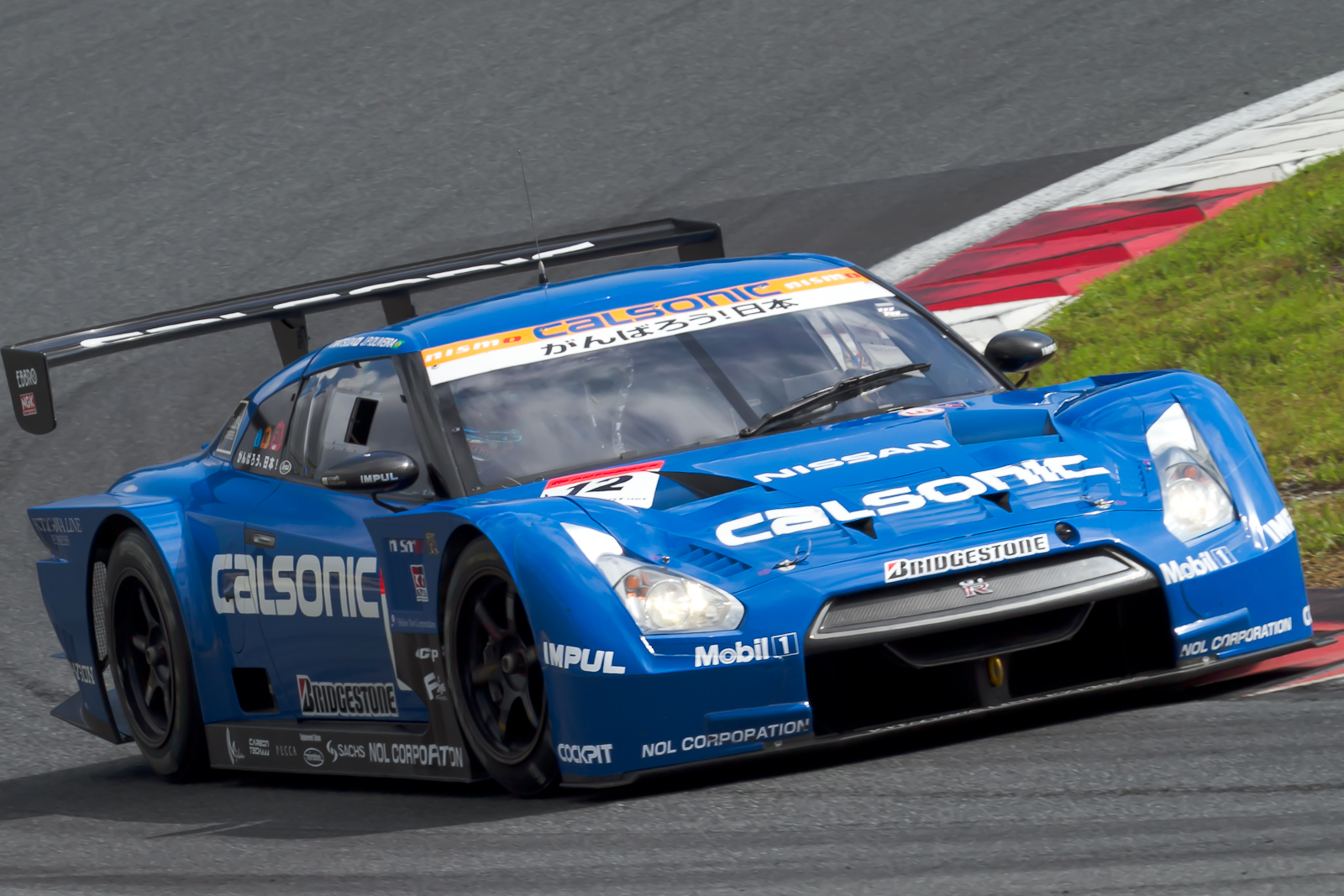
GT-R du team Impul.

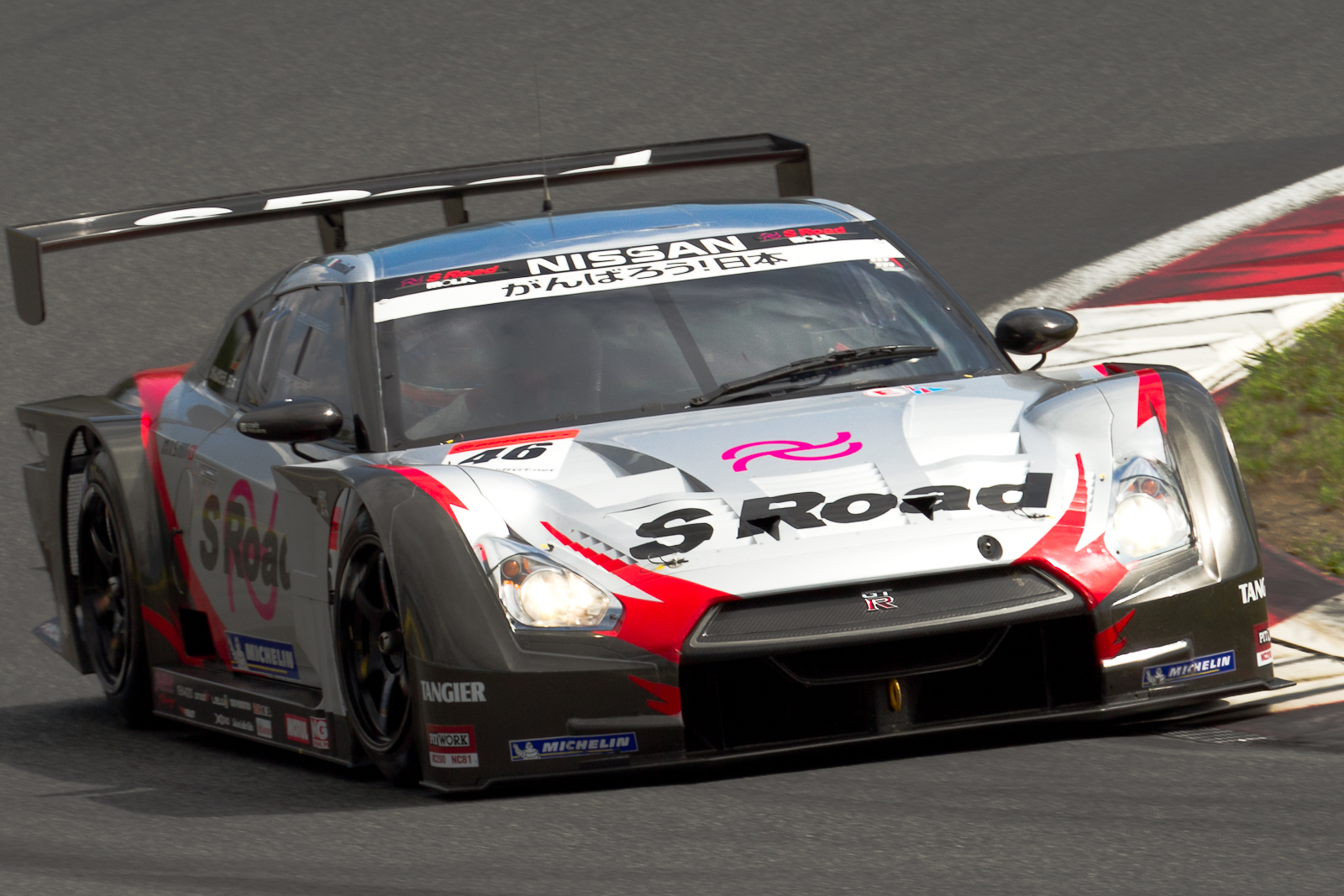
GT-R du team Mola championne en 2011 et 2012.

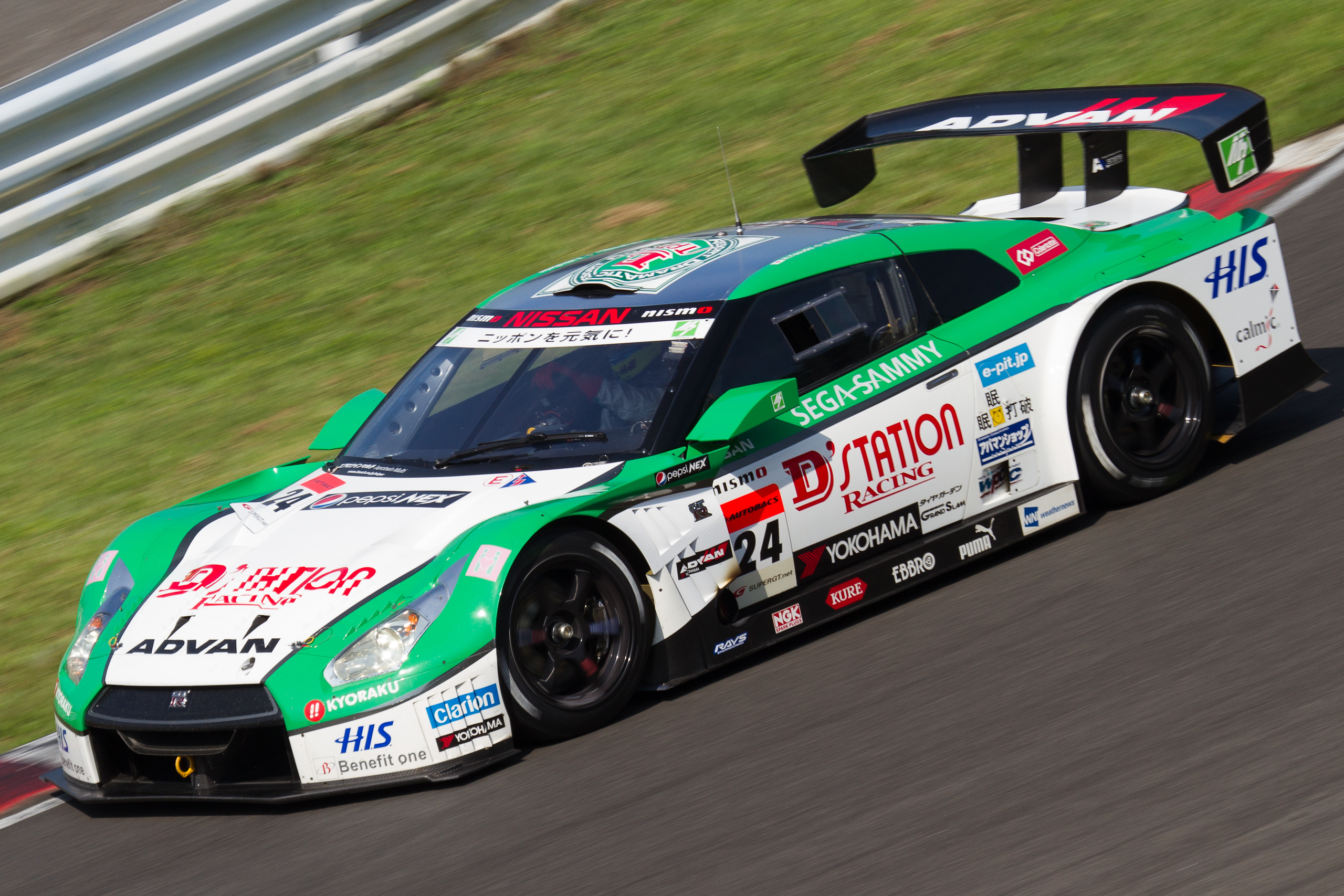
GT-R du Kondo Racing en 2012.

En 2008, Nissan remplaça la vieillissante 350Z du Super GT500 par sa nouvelle Nissan GT-R. La GT-R R35 Super GT500 fut conçue pour correspondre au règlement châssis 2009, qui autorisait et obligeait les Super GT500 à conserver certaines parties de carrosserie de la voiture d'origine. la GT-R fut d'abord équipée du moteur VK45DE, atmosphérique de 4,5 L de cylindrée, puis en 2010 du VRH34A à la suite du changement de réglementation moteur.
Avec le changement de réglementation pour la saison 2014, la production sera arrêtée fin 2013.
En 2008, pour sa première saison, la Nissan GT-R officielle engagée par Nismo, portant son numéro porte-bonheur, le 23, remporta le titre avec trois victoires, plus une victoire pour la GT-R no 24, une de la no 3 et deux pour la no 12. Nissan n'a laissé filer que deux victoires cette saison.
En 2009, les GT-R glaneront le plus de victoires (quatre sur neuf manches disputées) mais le titre leur échappera face à la régularité de la Lexus SC430 Petronas TOM'S. Ces victoires seront obtenues par Nismo avec deux victoires, Hasem Motor Sport (une victoire) et le Kondo Racing (une victoire).
En 2010 entra en jeu la nouvelle réglementation imposant un moteur de 3,4 L en position longitudinale avant. En plus de cela, Honda n'étant plus autorisé à engager sa NSX GT500, une deuxième inconnue entre en jeu : la Honda HSV-010 GT. Sur les neuf manches au calendrier, dont une hors championnat et une annulée, Nissan n'imposera que deux fois ses GT-R. Ces victoires seront pour le Team Impul et pour le Kondo Racing. La nouvelle arme de Honda a d'entrée de jeu marqué son territoire avec le titre pour le Dome Racing et sa Weider Modulo Dome HSV #18.
À partir de 2011, si la nouvelle hiérarchie semblait avoir été dessinée, un nouveau changement allait chambouler celle-ci : la guerre des pneus. Depuis 2009, les manufacturiers de pneumatiques se livrent une bataille sans merci pour remporter le titre de champion GT500. Si les pneumaticiens implantés depuis des années avaient conservé un avantage indéniable de par leur expérience du championnat jusqu'en 2010, 2011 marque la fin de cette ère. Avec ses quatre GT-R équipées chez trois manufacturiers différents, Nissan a mis un maximum de chances de son côté. Avec cinq victoires sur les huit courses du championnat, Nissan a largement dominé les débats. Si c'est l'équipe Nismo qui remporta le plus de victoires avec trois succès contre une seule pour les teams Impul et Mola, c'est le team Mola qui remporta le titre.
En 2012, la domination des GT-R s'estompe un peu, avec uniquement trois victoires. Mais une fois de plus, la diversification des pneumatiques utilisés par Nissan leur permettra de remporter le titre, pour la seconde année consécutive. La GT-R du team Mola, avec deux victoires, remporte le championnat. Le team Impul offrira également une victoire à Nissan.
En 2013, les GT-R ont clairement été dominées en performance pure en début de saison par les Honda et les Lexus. Cependant, grâce à une défaillance sur la HSV du Dome Racing en Malaisie, la GT-R du team Impul a réussi à offrir la victoire à Nissan.
Les deux concurrentes en Super GT des Nissan GT-R GT500 sont les Honda HSV-010 GT et Lexus SC430.

#### GT-R GT500 2014
Chronologie des modèles (2014 -)
Nissan GT-R GT500
Présentée lors des 1 000 kilomètres de Suzuka Super GT 2013, la nouvelle Nissan GT-R GT500 défend les couleurs de Nissan dès 2014 lors des différentes courses du championnat Super GT. Le nouveau règlement entrant en vigueur en 2014 imposant de conserver la carrosserie d'origine et de n'y apporter que certaines modifications dans un cadre très réglementé, cette nouvelle GT-R GT500 ressemble donc bien plus à la GT-R de série que la précédente.
Le règlement 2014 imposant aux véhicules de la catégorie GT500 d'utiliser le règlement DTM, cette GT-R est basée sur la monocoque unique produite par Toray Carbon Magic Co. Cette monocoque est directement tirée du DTM qui impose des moteurs en position longitudinale avant.
Si très peu d'informations circulent sur la motorisation, on sait qu'il s'agira d'un 4-cylindres en ligne 2 L turbo, en remplacement des actuels 3,4 L atmosphériques. Cette réduction drastique de cylindrée et le passage à un moteur turbo permet d'aligner le Super GT sur la mode actuelle du down sizing qui consiste à réduire le poids et la cylindrée tout en augmentant le rendement du moteur afin de conserver des performances similaires. Il reste désormais à savoir quelle puissance développera ce moteur et s'il sera — comme pour la Honda NSX-GT — accouplé à un système hybride. GT500 signifiant Grand Tourisme 500 ch, on peut tout de même supposer que ce moteur devrait produire une puissance de cet ordre de grandeur.
Comme sur l'ancienne GT-R GT500, Nismo (pour Nissan Motorsport) est chargé du développement de la voiture.

##### Saison 2014
Pour cette première saison avec le nouveau règlement, Nissan fait dans la continuité. Les équipes sont quasiment inchangées et les partenaires pneumatiques de chaque équipe sont identiques. Par le passé, Nissan a toujours réussi à accaparer le titre lors de l'introduction d'un nouveau modèle. L'objectif de cette saison est de perpétuer cette série. Nissan fait confiance à trois des quatre manufacturiers de pneumatiques présents sur le plateau.
| N° | Équipe | Sponsor titre | Pneus | Pilotes                                |
| -- | ------ | ------------- | ----- | -------------------------------------- |
| 12 | Impul  | Calsonic      | B     | Hironobu Yasuda Joao Paulo de Oliveira |
| 23 | Nismo  | Motul         | M     | Tsugio Matsuda Ronnie Quintarelli      |
| 24 | Kondo  | D'Station     | Y     | Daiki Sasaki Michael Krumm             |
| 46 | MOLA   | S Road        | M     | Satoshi Motoyama Masataka Yanagida     |

Les deux concurrentes en Super GT des Nissan GT-R GT500 sont les Honda NSX-GT et Lexus LF-CC.

### Nissan GT-R Bolt Gold

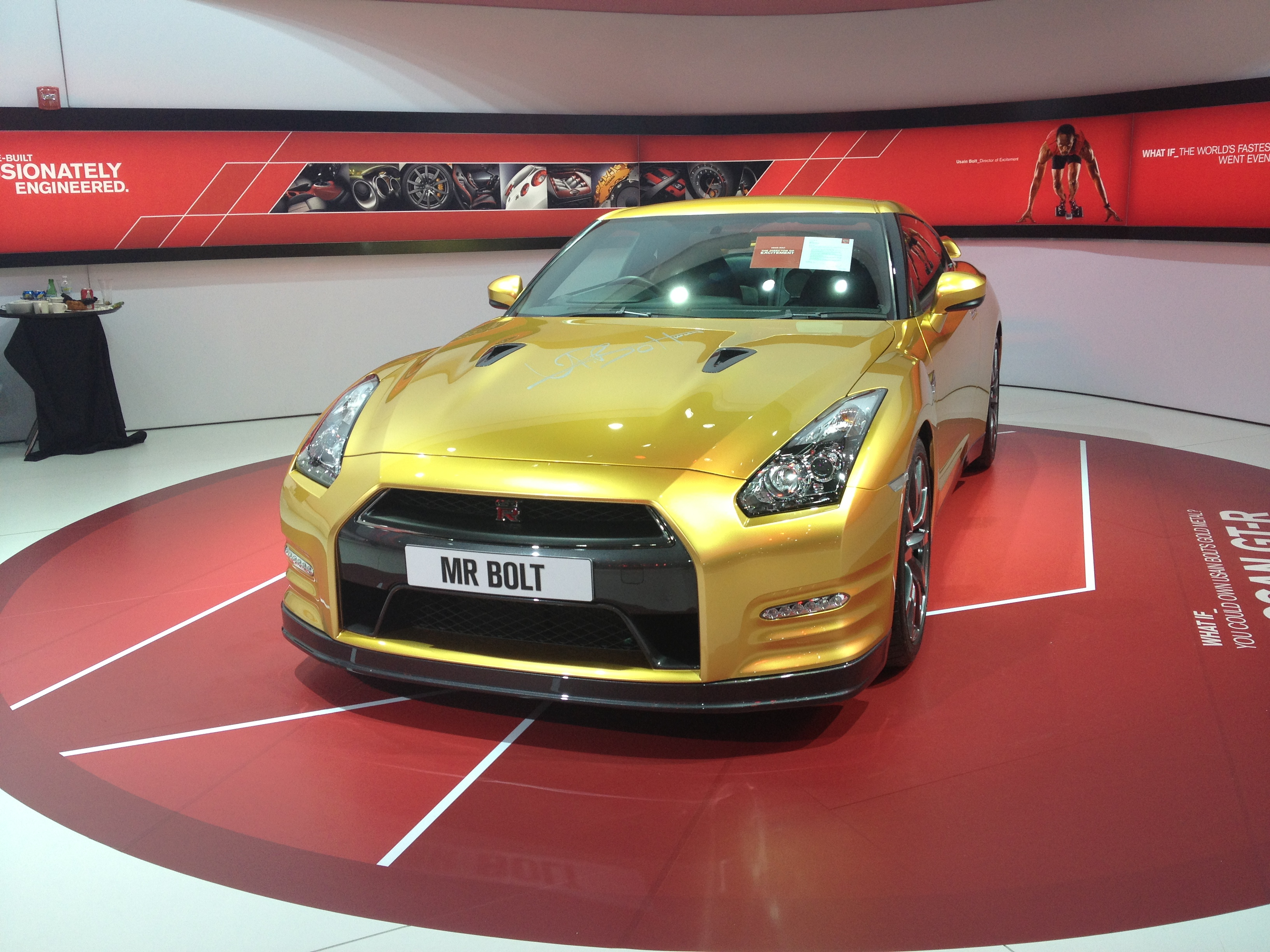
GT-R Bolt Gold, voiture personnelle du en Usain Bolt.

Usain Bolt, champion olympique et plusieurs fois recordman du 100 m, s'est fait livrer une GT-R couleur or, la « Bolt Gold ». En 2013, celle-ci a rapporté 188 000 $ à la fondation de M. Bolt, qui vient en aide aux enfants de Jamaïque.